# Анна Дмитриевна
Анна Дмитриевна (8 января 1388 — ?) — дочь великого князя московского Дмитрия Ивановича Донского от брака с нижегородской княжной Евдокией Дмитриевной. По мнению историка В. А. Кучкина, она была женой московского боярина князя Юрия Патрикеевича

## Биография
Анна родились 8 января 1387 или 1388 года и была самой младшей из дочерей великого князя московского Дмитрия Ивановича Донского от брака с нижегородской княжной Евдокией Дмитриевной. 
Биографических сведений о ней не сохранилось, однако, по мнению ряда исследователей, именно Анна была женой московского боярина князя Юрия Патрикеевича. В XIX веке А. В. Экземплярский полагал, что жену Юрия звали Мария и она была дочерью великого князя московского Василия I Дмитриевича. Другой исследователь, Н. А. Баумгартен, в ранних работах также считал женой князя Марию Васильевну, однако в поздней работе назвал женой Юрия дочь Дмитрия Донского. В XXI веке происхождение жены боярина исследовал В. А. Кучкин, отметивший, что в тексте Воскресенской летописи, на которую ссылался Экземплярский, приводится только перечень детей Юрия Патрикеевича, названного зятем великого князя, в то время как имя жены отсутствует. Исследователь указывает, что ни в летописях, ни в актах, ни в ранних родословных записях не подтверждается наличие у великого князя Василия I Дмитриевича дочери по имени Мария. Кроме того, в ряде источников женой Юрия Патрикеевича названа княгиня Анна, которая не могла быть дочерью Василия I: у того действительно была дочь, Анна Васильевна, однако она была выдана замуж за византийского императора Иоанна VIII Палеолога и умерла в Константинополе в августе 1417 года от чумы. В результате историк пришёл к выводу, что московской княжной, на которой женился Юрий Патрикеевич, была сестра Василия I, Анна. Кучкин считает, что князь появился при московском дворе в 1406—1407 годах, когда княжне исполнилось 18 лет.

## Брак и дети
Муж: князь Юрий Патрикеевич (умер после 1439), московский боярин. Дети:
- Василий (ум. в январе 1450[5]). Его потомками были князья Булгаковы, Голицыны, Куракины и Щенятевы.
- Иван Гвоздь (1419—1499), боярин 1461/1462, воевода, в 1499 году пострижен в монахи.
- Елена; муж: Иван Михайлович Челяднин, боярин[9]